# Спін-оф
Спін-оф (англ. spin-off) — художній твір, основними дійовими особами якого є персонажі, що раніше фігурували в первинному творі з тематично іншим сценарієм. У ширшому розумінні спін-офом називають книгу, фільм, серіал або відеогру, сценарій чи персонажі яких були раніше використані в іншому творі з тим самим засобом виразності.
Як правило, основною відмінністю спін-офу від звичайного продовження того чи іншого художнього твору є участь у ролі основних героїв персонажів, що не діяли у первинному фільмі. Важливо зазначити, що ремейк не є спін-офом.

## Приклади
| Номер | Спін-оф                          | Первинний фільм, первинна гра та ін. |
| ----- | -------------------------------- | ------------------------------------ |
| 1     | Термінатор: Хроніки Сари Коннор  | Термінатор 2: Судний день            |
| 2     | Ангел                            | Баффі — переможниця вампірів         |
| 3     | Джої                             | Друзі                                |
| 4     | Ксена: принцеса-воїн             | Геркулес                             |
| 5     | Торчвуд Пригоди Сари Джейн       | Доктор Хто                           |
| 6     | Король Лев: Тімон і Пумба        | Король-лев                           |
| 7     | Зоряна брама: Атлантида          | Зоряна брама: SG-1                   |
| 8     | Шоу Клівленда                    | Сім'янин                             |
| 9     | Первородні, Спадок               | Щоденники вампіра                    |
| 10    | Флеш                             | Стріла                               |
| 11    | Фантастичні звірі і де їх шукати | Гаррі Поттер                         |
| 12    | Шукач                            | Кістки                               |
| 13    | Посіпаки                         | Нікчемний я                          |
| 14    | Електра                          | Шибайголова                          |

## Сайдквел
Якщо хронологія спін-офа збігається з оригінальним твором, у західній традиції такий спін-оф називають сайдквелом (англ. sidequel, телескопія слів «бічний» (side) і «сиквел»). В Японії подібне явище має назву ґайден (яп. 外 伝, «бічна історія»).

## Кросовер
Подекуди, навіть без явного відгалуження спін-офу від оригіналу, виникають сюжети-кросовери, коли персонажі з одного твору з'являються в іншому, продовжуючи власну історію або розкриваючи її паралельний розвиток. Іноді продюсери телешоу повторно вводять персонажа зі старих серіалів у пізніший, щоб створити зв'язок із телевізійним «світом» цього продюсера.